# Pulisci testina
Un pulisci testina è una sostanza utilizzata per la pulizia delle testine di registrazione/riproduzione di un'unità a nastro magnetico (ad esempio un videoregistratore o un registratore audio).

## Pulire le testine
I lettori di nastri audio e video, come ad esempio i lettori di cassette, o i videoregistratori, richiedono una manutenzione regolare per funzionare correttamente. Le particelle che fuoriescono dal nastro magnetico, ad esempio una musicassetta o una videocassetta, possono accumularsi sulle testine di registrazione/riproduzione magnetica, riducendo la qualità del segnale. La pulizia della testina può essere eseguita con un panno speciale o con speciali tamponi lunghi e/o un nastro/cassetta pulente. Questa operazione rimuove macchie e sporco dalla testina di registrazione.

## Pulitori fluidi
I liquidi utilizzati per la pulizia delle testine video comprendono, ma non si limitano ai seguenti solventi:
- Freon-Diclorodifluorometano (interrotto nel 1995 a causa degli effetti negativi sullo strato di ozono).
- Gli alcoli sono efficaci per la pulizia di teste e rulli guida. Solitamente alcol isopropilico o l'alcol denaturato.
- L'acetone è un solvente efficace, ma può danneggiare la plastica.
- Il nitrito di amile e altri nitriti sono commercializzati come detergenti per testine video.
- Lo Xilene è un solvente efficace, ma può danneggiare la plastica.

## Pulitori a secco

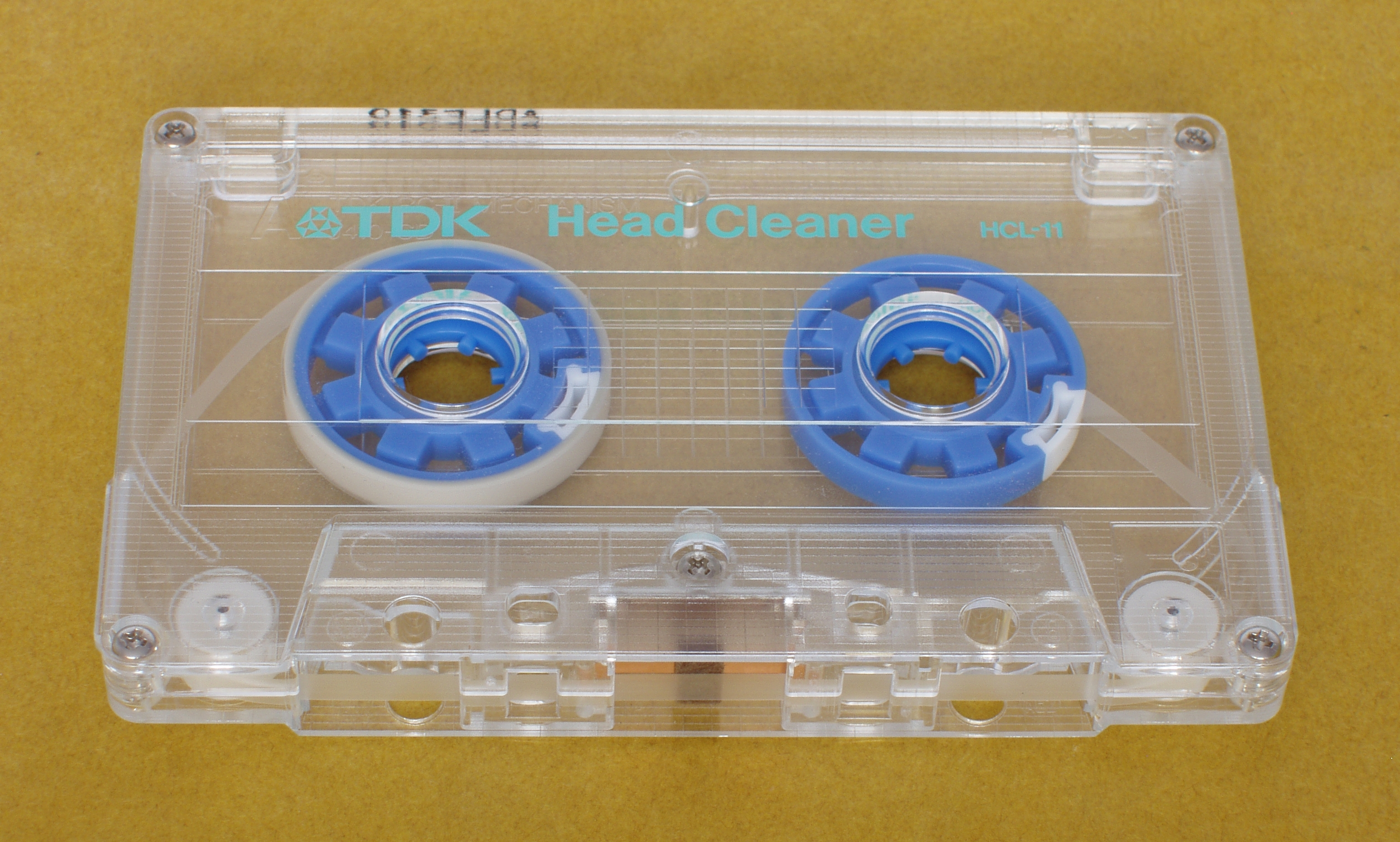
Una pulisci testina per Compact Cassette, della giapponese TDK

I metodi di pulizia a secco comprendono:
- Dispositivi a forma di musicassetta, che possono essere inseriti nei riproduttori/registratori (deck) a nastro e riprodotti per un breve periodo per lucidare le testine di registrazione e rimuovere macchie e sporco. Questo sistema potrebbe ridurre la vita del riproduttore e non dovrebbe essere usato eccessivamente.
- Dispositivi a forma di musicassetta dotati di un nastro in tessuto che può essere addizionato di liquidi per la pulizia prima di essere inseriti nei deck a nastro e riprodotti per un breve periodo.[4][5]

## Altri usi
In alcuni paesi, per eludere le leggi anti-droga, i popper come il nitrito di amile sono etichettati e/o confezionati come pulisci-testine.